# Stazione di Stoccolma Sud
Stockholms södra, letteralmente Stoccolma sud, è una stazione sotterranea di Stoccolma collocata alla confluenza meridionale fra il passante ferroviario e la ferrovia di superficie diretta alla stazione centrale.

## Caratteristiche
Situata sull’isola di Södermalm, la stazione è stata ricostruita sotto terra nel 1989 sul sito del vecchio impianto superficiale del 1860. In direzione sud parte la Västra stambanan, la ferrovia verso Göteborg.
La stazione è servita dal servizio ferroviario suburbano di Stoccolma.

## Galleria d'immagini

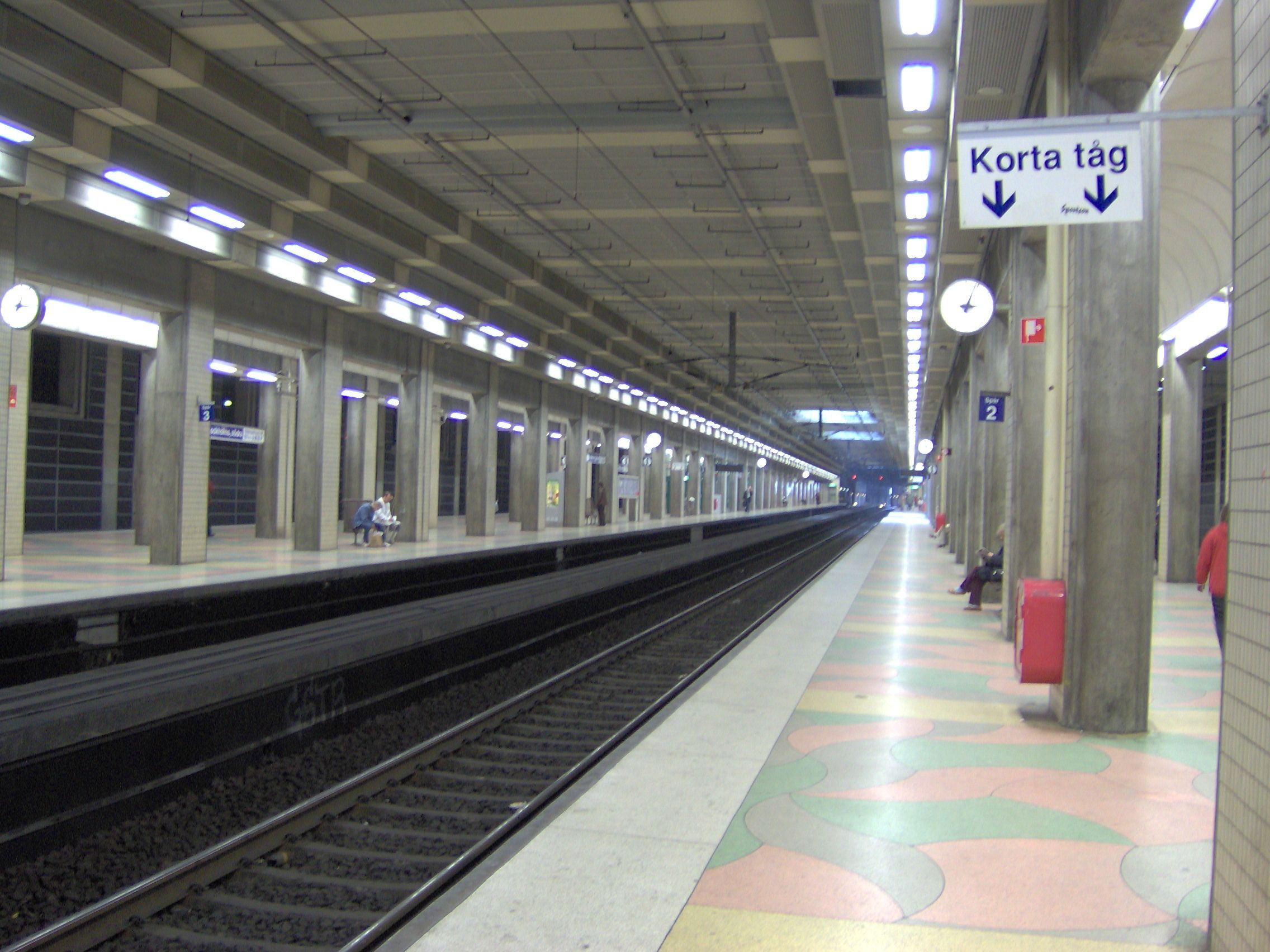
Interno della stazione
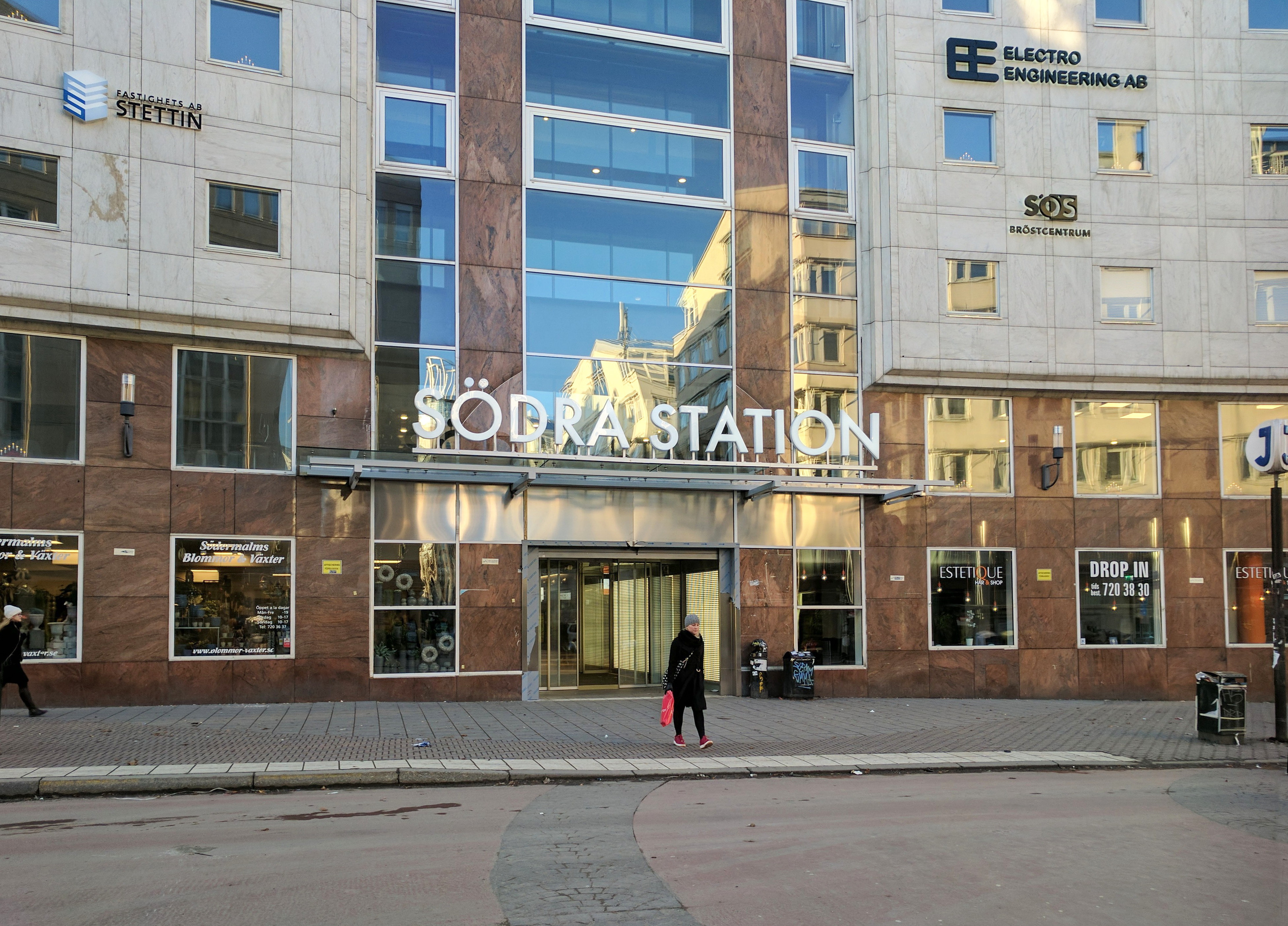
Accesso alla stazione